# Торгеда
Торгеда (порт. Torgueda) — населённый пункт и район в Португалии, входит в округ Вила-Реал. 
Является составной частью муниципалитета Вила-Реал. По старому административному делению входил в провинцию Траз-уж-Монтиш и Алту-Дору. Входит в экономико-статистический субрегион Доуру, который входит в Северный регион. Население составляет 1583 человека на 2001 год. Занимает площадь 13,78 км².
Покровителем района считается Иисус Христос (порт. São Salvador).